# Bryodelphax alzirae
Bryodelphax alzirae är en djurart som tillhör fylumet trögkrypare, och som först beskrevs av Du Bois-Reymond Marcus 1944.  Bryodelphax alzirae ingår i släktet Bryodelphax och familjen Echiniscidae. Inga underarter finns listade i Catalogue of Life.